# 射水市立東明小学校
射水市立東明小学校 （いみずしりつ とうめいしょうがっこう）は富山県射水市にある公立小学校。

## 沿革
- 1974年（昭和49年）4月 - 海老江小学校、七美小学校、本江小学校の3校が統合し、新湊市立東明小学校として開校[2]。同年4月5日に開校式[3]。
- 1975年（昭和50年）10月26日 - 校歌披露式[4]。
- 1979年（昭和54年）4月 - 東明小学校開校後も通学距離の関係から富山市新湊市学校組合立和合中学校の校区の小学校へ通学していた旧本江小学校区の児童が、東明小学校へ入校[2]。
- 2005年（平成17年）11月 - 平成の大合併に伴う射水市新設により、射水市立東明小学校となる。

## 通学区域
有磯一丁目(2番地・4番地の2を除く。)、有磯二丁目、浜開新町、東明西町、東明中町、東明東町、東明七軒、海老江、海老江浜開、海老江練合、海老江七軒、本江、本江針山、本江針山新、本江針山開、本江後新、本江中新、本江利波、本江三箇、本江東、本江西、本江南、本江北、本江中、足洗新町一丁目、かもめ台、七美、七美中野、七美一丁目、七美二丁目

## 進学先
- 射水市立射北中学校

## 周辺
- 国道415号
- 富山県道41号新湊平岡線
- 富山高等専門学校（射水キャンパス）